# 바쿠만 (영화)
《바쿠만》(バクマン, Bakuman)은 일본에서 제작된 오오네 히토시 감독의 2015년 코미디, 드라마 영화이다. 사토 타케루 등이 주연으로 출연하였다. 2015년 시드니와 멜버른의 일본 영화제에서 상영되었다.

## 출연

### 주연
- 사토 타케루
- 카미키 류노스케

### 조연
- 고마츠 나나
- 키리타니 켄타
- 아라이 히로후미
- 미나가와 사루토키
- 쿠도 칸쿠로
- 야마다 타카유키
- 릴리 프랭키
- 소메타니 쇼타
- 이와세 료

## 기타
- 원작자: 오바타 타케시
- 원작자: 오바 츠구미
- 음향: 와타나베 신지
- 주제가: 사카낙션
- 미술: 츠즈키 유지